# Hecalus imitans
Hecalus imitans är en insektsart som beskrevs av Rauno E. Linnavuori 1975. Hecalus imitans ingår i släktet Hecalus och familjen dvärgstritar. Inga underarter finns listade i Catalogue of Life.